# José Domingo Insfrán
José Domingo Insfrán (4 agosto 1949) è un ex calciatore paraguaiano, di ruolo difensore.

## Carriera

### Club
Ha giocato nei massimi campionati paraguaiano ed ecuadoriano.

### Nazionale
Dal 1974 al 1977 ha giocato 24 partite con la Nazionale paraguaiana, prendendo parte alla Copa América 1975.